# یوسف کاینار
یوسف کاینار (چکی: Josef Kainar; ۲۹ ژوئن ۱۹۱۷ – ۱۶ نوامبر ۱۹۷۱) شاعر، ترانه‌سرا، نویسندهٔ نمایشنامه و مترجم اهل کشور چکسلواکی بود، اما در کنار اینها موسیقیدان، تصویرگر، هنرمند و روزنامه‌نگار نیز بود.